# Bartolomeo Vandoni

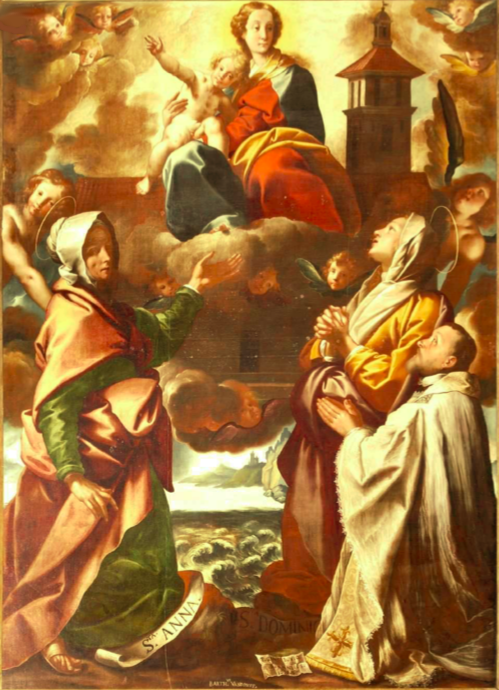
Sant'Anna, Santa Domenica e il rev. Gaudenzio Bovio della chiesa di Sant'Anna (1629 ca)

Bartolomeo Vandoni, noto anche con lo pseudonimo di Ghiandone (Oleggio, 11 giugno 1603 – Oleggio, 18 ottobre 1676?), è stato un pittore italiano.

## Biografia
Figlio di Giovanni Pietro, detto "lo spagnolo", e di Giacomina Pelizari Bellini, quarto di otto fratelli, Bartolomeo Vandoni ha probabilmente fatto l'apprendistato presso un pittore locale prima di spostarsi presso la bottega di Giuseppe Vermiglio e Pier Francesco Mazzucchelli detto "il Morazzone". L'influenza del Vermiglio e dello stile del Mozzarone appaiono nelle prime opere del Vandoni: gli affreschi della sesta cappella del Sacro Monte di Varese (1623-1630) e la pala d'altare di Sant'Anna, Santa Domenica e il rev. Gaudenzio Bovio della chiesa di Sant'Anna (1629 ca.) a Bellinzago Novarese.
Nel 1635, realizza la Natività della chiesa dei santi Fabiano e Sebastiano a Oleggio, che ricorda sotto molti aspetti – tra cui un notevole realismo figurativo – l'omonima opera del Vermiglio, dipinta nel 1622 per la chiesa di Santa Maria delle Grazie a Novara. 
Per la chiesa di San Silano a Romagnano Sesia, realizza verso il 1640 uno Sposalizio della Vergine e, negli stessi anni, un San Sebastiano per l'oratorio di San Giuseppe di Pallanza. La sua notorietà va oramai oltre l'ambito locale, tant'è che i padri banarbiti di Milano lo menzionano chiamandolo: pictor celeberrimus. I barnabiti di Novara gli affidano la realizzazione di opere nel trienni 1644-1647; seguono altri incarichi per la chiesa di Sant'Alessandro a Milano e varie pale d'altare per la chiesa di san Remigio a Busto Garolfo, la chiesa di san Vittore a Sizzano, la chiesa parrocchiale di Maria Annunciata e San Lorenzo a Vaprio d'Agogna e per l'oratorio del Ss. nome di Gesù a Oleggio, quest'ultima una copia della Circoncisione del Fiammenghino.

## Stile
Molto influenzato nei primi anni della sua carriera dall'approccio di Giuseppe Vermiglio – già forte della sua esperienza romana – e del Morazzone, Vandoni si avvicina negli anni 1650 al pittore milanese Francesco Cairo.

## Opere
- L'orazione dell'orto, sesta cappella del Sacro Monte di Varese (1623-1630)
- Madonna di Loreto con Sant'Anna, Santa Domenica e il rev. Gaudenzio Bovio, olio su tela, 230x180, della chiesa di Sant'Anna,  Bellinzago Novarese (datato 1639)[12]
- Natività, olio su tela, 220x160, Museo d'arte religiosa, Oleggio (1635)
- Madonna col Bambino, San Giuseppe e San Francesco, chiesa parrocchiale di San Pietro, Clivio (1635)
- Sposalizio della Vergine, olio su tela, 220x150, chiesa di S. Maria del Popolo, Romagnano Sesia (1640 ca.)
- San Sebastiano, olio su tela, 146x108, Museo del paesaggio, Pallanza (1640)
- San Marco battezza i convertiti di Alessandria d'Egitto, olio su tela, 90x120, chiesa di San Marco, Novara (1623-26)
- L'arrivo di San Paolo a Creta dopo il naufragio, olio su tela, 90x120, chiesa di San Marco, Novara (1623-26)
- San Gerolamo nel deserto, chiesa di Sant'Alessandro, Milano (1640-50)
- Natività di Gesù con pastori, olio su tela, 250x140, Santuario di Sant'Anna di Montrigone, Borgosesia
- Madonna col Bambino, Santi Ippolito, Cassiano e i committenti Giuseppe e Francesco Mazzeri, collezione privata (1652)
- San Francesco riceve le stigmate, oratorio di San Lorenzo, Oleggio (1653)
- Annunciazione, chiesa di San Remigio, Busto Garolfo (1654)
- Madonna del Rosario (o San Domenico riceve il S. Rosario), chiesa di san Vittore, Sizzano (1657)
- Madonna del Carmelo con il beato Simone Stock e San Francesco d'Assisi, chiesa di Maria Annunciata e San Lorenzo, Vaprio d'Agogna (<1663)
- Circoncisione, oratorio del Ss. nome di Gesù, Oleggio (1670)